# Renegades de Richmond
Pour les articles homonymes, voir Renegades.
Les Renegades de Richmond sont une franchise professionnelle de hockey sur glace en Amérique du Nord qui évoluait dans l'ECHL. L'équipe était basée à Richmond dans l'État de la Virginie aux États-Unis.

## Historique
La franchise est créée en 1990 et joue en ECHL jusqu'en 2003. En 1994-1995, elle remporte la Coupe Riley. Au cours de son existence, la franchise sert de club-école pour différentes formations : les Spiders de San Francisco en 1995-1996 de la Ligue internationale de hockey, les Islanders de Capital District en 1991-1992, les Spiders de San Francisco en 1995-1996, les Bandits de Baltimore en 1996-1997, les Falcons de Springfield en 1996-1997, le Beast de New Haven en 1997-1998, les Thoroughblades du Kentucky en 1998-1999, les Pirates de Portland de 2000 à 2003 et les Barons de Cleveland de 2001 à 2003 de la Ligue américaine de hockey et enfin les Islanders de New York de 1991 à 1994, les Whalers de Hartford de 1994 à 1997, les Kings de Los Angeles en 1995-1996, les Hurricanes de la Caroline en 1997-1998, les Sharks de San José en 1998-1999 et de 2001 à 2003, et les Capitals de Washington de 2000-2003 de la Ligue nationale de hockey. Elle a également son propre club-école dans la Sunshine Hockey League : les Renegades de St. Petersburg.

## Statistiques
| No | Saison    | PJ | V  | D  | DP | DTB | BP  | BC  | Pts | Classement                  | Séries éliminatoires     | Entraîneur                  |
| -- | --------- | -- | -- | -- | -- | --- | --- | --- | --- | --------------------------- | ------------------------ | --------------------------- |
| 1  | 1990-1991 | 64 | 29 | 29 | 6  | 0   | 300 | 307 | 64  | 4e place, division Est      | Défaite au premier tour  | Chris McSorley Dave Allison |
| 2  | 1991-1992 | 64 | 30 | 27 | 3  | 4   | 263 | 263 | 67  | 4e place, division Est      | Défaite au deuxième tour | Dave Allison                |
| 3  | 1992-1993 | 64 | 34 | 28 | 0  | 2   | 292 | 292 | 70  | 5e place, division Est      | Défaite au premier tour  | Roy Sommer                  |
| 4  | 1993-1994 | 68 | 34 | 29 | 4  | 1   | 286 | 293 | 73  | 7e place, division Est      | Non qualifiés            | Roy Sommer                  |
| 5  | 1994-1995 | 68 | 41 | 20 | 7  | 0   | 271 | 232 | 89  | 1e place, division Est      | Vainqueurs               | Roy Sommer                  |
| 6  | 1995-1996 | 70 | 46 | 11 | 0  | 13  | 314 | 225 | 105 | 1e place, division Est      | Défaite au deuxième tour | Roy Sommer                  |
| 7  | 1996-1997 | 70 | 41 | 25 | 0  | 4   | 252 | 235 | 86  | 3e place, division Est      | Défaite au deuxième tour | Scott Gruhl                 |
| 8  | 1997-1998 | 70 | 30 | 33 | 0  | 7   | 218 | 277 | 67  | 5e place, division Nord-Est | Non qualifiés            | Scott Gruhl                 |
| 9  | 1998-1999 | 70 | 40 | 27 | 0  | 3   | 239 | 196 | 83  | 3e place, division Nord-Est | Finalistes               | Mark Kaufman                |
| 10 | 1999-2000 | 70 | 44 | 21 | 0  | 5   | 258 | 205 | 93  | 2e place, division Nord-Est | Défaite au deuxième tour | Mark Kaufman                |
| 11 | 2000-2001 | 72 | 35 | 31 | 0  | 6   | 223 | 228 | 76  | 4e place, division Nord-Est | Défaite au deuxième tour | Mark Kaufman                |
| 12 | 2001-2002 | 72 | 32 | 30 | 0  | 10  | 191 | 225 | 74  | 5e place, division Nord-Est | Non qualifiés            | Mark Kaufman                |
| 13 | 2002-2003 | 72 | 35 | 31 | 0  | 6   | 240 | 239 | 76  | 6e place, division Nord-Est | Non qualifiés            | Gord Dineen                 |

## Logos successifs

Logo de 1990 à 1993
Logo de 1993 à 1995
Logo de 1995 à 2003